# Fihauser (herb szlachecki)

Herb Fihauser wedle opisu z dyplomu z 1626 roku w ujęciu plastycznym Tadeusza Gajla

Fihauser (Viehauser) – polski herb szlachecki pochodzenia czeskiego.

## Opis herbu
Opis z wykorzystaniem klasycznych zasad blazonowania:
Tarcza dzielona w krzyż, w polach I i IV, czarnych, kuropatwa złota wzlatująca, na pieńku czerwonym, w polach II i III złotych, trzy kule czerwone, dwie i jedna. Klejnot nad hełmem w koronie kuropatwa na pieńku jak w godle, między dwoma rogami bawolimi, prawym czerwono-złotym, lewym czarno-złotym, gdzie na złotej części trzy kule czerwone jak w godle. Labry z prawej czarne, z lewej czerwone, podbite złotem.

## Najwcześniejsze wzmianki
Dyplom cesarza Ferdynanda II dla Konrada Viehauser z dnia 20 września 1626 roku, potwierdzający herb i szlachectwo. Dyplom wystawiony został w uznaniu zasług przodka, Zygmunta Viehauser i miał zatwierdzać "starożytny herb odziedziczony po przodkach". Konrad Fihauser, przybywszy do Rzeczpospolitej, miał nabyć dobra Mijaczów i jego potomkowie pisali się następnie "z Mijaczowa". Teodor Żychliński podaje informację, że w średniowieczu istniały wywodzące się z jednego gniazda dwie rodziny o nazwiskach "von Viehauser" i "von Engelke", które w herbie używały anioła z mieczem. Ten herb zmieniony został już w XIV wieku na podobny do opisywanego. Wedle legendy herbowej zmiana herbu nastąpiła w wyniku tragicznego wydarzenia, kiedy to rycerz Hart von Engelke w uniesieniu zabił swoją żonę oskarżając ją o zdradę, gdy zauważył na jej palcu brak pierścienia ślubnego. Jego synowie na pamiątkę tego wydarzenia przybrać mieli nowy herb, gdzie tarcza dzielona była w krzyż, w polach I i IV złotych czarny kruk z pierścieniem w dziobie, zaś w drugim i trzecim trzy złote pierścienie w polu niebieskim. Tak też wedle Żychlińskiego herb Engelków i Viehauserów miały opisywać niemieckie herbarze m.in. Ledebura i Kneschkego. Żychliński podaje także informację, że herb został zatwierdzony w Galicji 15 września 1861 roku dla Konrada z Mijaczowa Fiehausera i jego potomków. Niektórzy przedstawiciele rodziny pisali się "de Engelke Fihauser".
Uzupełnienia do herbarza Niesieckiego z przytaczają łaciński tekst dyplomu Ferdynanda II z opisem herbu.
W herbarzu Adama Bonieckiego z 1902 roku herb opisany został według przywileju ale także tutaj odwrócono barwy rogu czarno-złotego. Według Bonieckiego, Fihauserowie mieli przybyć do Polski już w XVI wieku, ponieważ z rodziny tej wzmiankowany jest w 1585 roku ławnik krakowski.
Juliusz Karol Ostrowski w swojej pracy z lat 1897–1906 zamieścił herb, powołując się na Niesieckiego (uzupełnienia) i Rietstapa. Względem tekstu przywileju cesarskiego odwrócona została kolejność barw w czarno-złotym rogu w klejnocie.
Zgodnie z przywilejem cesarskim, wizerunek herbu odmalował galicyjski herbarz Siebmachera
Herb opisał Seweryn Uruski w swojej pracy wydanej w 1907 roku, ale pominął barwy trąb w klejnocie oraz fakt, że powinny na nich także widnieć trzy kule.

## Herbowni
Jedna rodzina herbownych (herb własny):
Fihauser (Viehauser), de Engelke Fihauser, de Mijaczów Fihauser.